# 德國聯邦教育、家庭事務、老年、婦女及青年部
德國聯邦家庭事務、老年、婦女及青年部（德語：Bundesministerium für Familie, Senioren, Frauen und Jugend）位於柏林，是德國聯邦部會之一，波昂設有第二辦公室。

## 歷史
1953年，德國成立聯邦家庭事務部（Bundesministerium für Familienfragen）。1957年改名為聯邦家庭及青年事務部（Bundesministerium für Familien- und Jugendfragen），1963年改為聯邦家庭及青年部（Bundesministerium für Familie und Jugend）。后與1961年成立的联邦衛生部（Bundesministerium für Gesundheit）合併為聯邦青年、家庭及衛生部。1986年，再度改名為聯邦青年、家庭、婦女及衛生部（Bundesministerium für Jugend, Familie, Frauen und Gesundheit）。1991年，衛生領域獨立成聯邦衛生部，剩餘則分為聯邦婦女及青年部（Bundesministerium für Frauen und Jugend）、聯邦家庭及老年部（Bundesministerium für Familie und Senioren）。1994年，兩部會再度合併為聯邦家庭事務、老年、婦女及青年部。

## 組織
聯邦家庭事務、老年、婦女及青年部下分六大司：
- 中央司（Zentralabteilung）

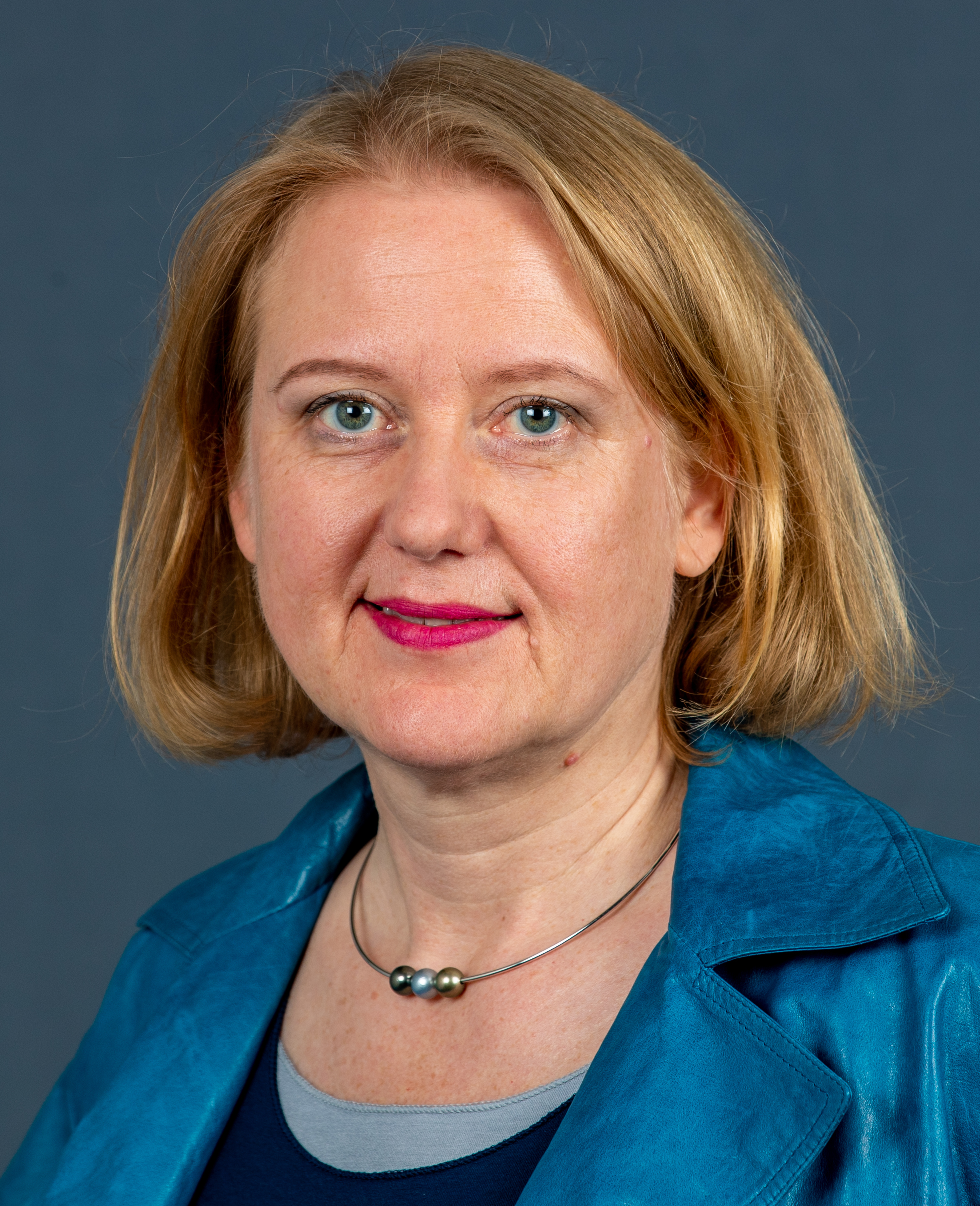
2022年起任聯邦家庭事务、老年、婦女及青年部部长的麗莎·帕斯（Lisa Paus）。

- 家庭、社會福利、劳动政策司（Familie, Wohlfahrtspflege, Engagement-politik）
- 老龄事务司（Ältere Menschen）
- 平等事务司（Gleichstellung）
- 青年事务司（Teilhabe junger Menschen）
- 兒童與青少年援助司（Kinder- und Jugendhilfe）